# 춘천고속버스터미널
춘천고속버스터미널은 강원특별자치도 춘천시 터미널길14번길 15(온의동 111-2)에 있는 고속버스 터미널이다. KD운송그룹에서 운영하며 고속버스 전산망상의 터미널 번호는 250이다. 인근에 춘천시외버스터미널이 인접되어 있다.

## 이전 과정
춘천고속버스터미널은 1989년에 온의동 현 춘천시외버스터미널 부지에 임시 정류장으로 인가를 받아서 운영되기 시작하였다. 즉, 운영을 시작할 때부터 본래 터미널 건물은 없었다는 말인데, 이를 해결하기 위하여 1999년에 온의동에 건립될 춘천시외버스터미널이 2002년에 완공되면 공동으로 사용하기로 했었다. 그런데 시외버스 업체들이 동대구 노선을 자신들도 운영하게 해야 한다는 주장을 하여 결국 2002년 10월 23일에 춘천시외버스터미널이 완공되었음에도 불구하고 고속버스터미널은 이전하지 못하게 되었다.
결국 갈 곳이 없어진 고속버스 터미널은 궁여지책으로 2002년 4월에 춘천시의 중재로 퇴계동 향토공예관 인근 공터에 컨테이너 박스를 두고 임시 터미널을 운영하기 시작하였다. 그러나 당시에 고속버스 터미널은 하루에 평균 380여명, 연간 13만 여명이 이용하고 있어 이용객의 불편은 가중되었고, 결국 현재 운영하고 있는 임시 터미널의 행태가 여객자동차운수사업법상의 시설 기준을 갖추지 못했다는 지적이 나오자 춘천시에서는 뒤늦게 이전개선 명령 및 과태료를 부과하였다. 이렇게 납부한 과태료는 무려 1,200만 원이 넘었다. 하지만 춘천시에서 추진하던 동내면 고은리 일대에 종합 버스 터미널 건립 계획이 무산되고, 운영업체들도 이렇다 할 계획을 내지 못하자 2006년 11월에는 춘천시청에서 터미널 면허를 취소하겠다고 으름장을 놓는 지경까지 이르렀다.
그러다가 2007년 4월 17일에 동부고속이 춘천시외버스터미널 옆 부지 2000m2 규모에 터미널 건물을 설치하기로 결정하고 그 해 5월에 바로 착공하여 6월에 완공하였다. 터미널 이전은 같은 해 7월 10일이 되어서야 이루어졌다.
2021년에 동부고속에서 KD운송그룹으로 터미널 운영권이 넘어갔다.

## 운행 노선
| 운행 노선   | 운행업체 | 운행구간 | 운행구간 | 운행구간 | 경유지 | 배차 간격 (분) | 시간표                                      |
| ----------- | -------- | -------- | -------- | -------- | ------ | -------------- | ------------------------------------------- |
| 춘천 ↔ 광주 | 대원고속 | 춘천     | ↔        | 광주     | 무정차 | 1회            | 14:10                                       |
| 춘천 ↔ 대구 | 대원고속 | 춘천     | ↔        | 동대구   | 서대구 | 5회            | 첫차:07:00(춘천 기준) 막차:17:30(춘천 기준) |

한때 경기고속 단독으로 춘천고속버스터미널 착발 홍천, 원주 경유 순천행이 있었으나, 2016년 5월 1일에 춘천시외버스터미널로 변경됐다.

## 같이 보기
- 춘천시외버스터미널